# Distretto di Gülyalı

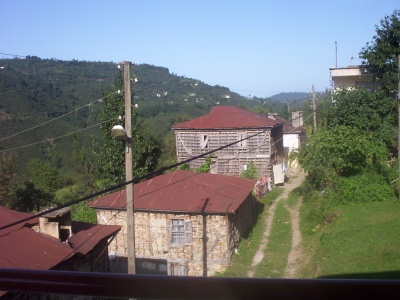
Kestane, a village in Gülyalı district

Il distretto di Gülyalı (in turco Gülyalı ilçesi) è uno dei distretti della provincia di Ordu, in Turchia.